# Titti Qvarnström
Titti Qvarnström (* 13. November 1979 in Malmö) ist eine schwedische Köchin und Gastronomin. 2015 erhielt sie als erste Frau in Skandinavien einen Michelin-Stern für das Restaurant Bloom in the Park in Malmö. Sie gilt als eine der Pionierinnen der modernen „New Nordic Cuisine“ mit Fokus auf Regionalität, Nachhaltigkeit und Naturverbundenheit.

## Biografie
Qvarnström wuchs in Malmö und in der Naturregion Skåne auf. Sie entdeckte früh ihre Leidenschaft für Wildkräuter und das Kochen – inspiriert von ihrem Vater, einem Biologielehrer, mit dem sie häufig Pilze, Beeren und Kräuter sammelte. Ihre professionelle Kochausbildung absolvierte sie an der Hotel- og Restaurantskolen in Kopenhagen. Weitere Stationen führten sie u. a. nach Berlin (Paris-Moskau und Rutz Weinbar bei Marco Müller). Qvarnström verfolgt eine naturverbundene Philosophie. Sie setzt auf Nachhaltigkeit, fermentierte Produkte, lokale Lieferketten und ungewöhnliche Aromen aus Wald, Wiese und Meer. Ihre Gerichte sind oft säurebetont, puristisch und auf das Produkt konzentriert.
2010 übernahm Qvarnström die Leitung des Restaurants Bloom in the Park in Malmö. Dort etablierte sie eine radikale Form der „New Nordic Cuisine“, bei der die Gerichte nur aus regionalen, oft wilden Zutaten bestanden. 2015 wurde das Restaurant mit einem Michelin-Stern ausgezeichnet – Qvarnström war damit die erste Frau in Skandinavien, die diese Auszeichnung erhielt. Im selben Jahr wurde das Bloom in the Park zudem als „Best Restaurant in Sweden“ ausgezeichnet. 

## Medienauftritte
- In der achten Staffel Kitchen Impossible war sie Originalköchin einer an Walter und Sascha Stemberg durch Tim Mälzer gestellten Aufgabe[4]
- Seit dem Frühjahr 2024 ist sie regelmäßig als Jurorin in der ZDF-Kochsendung Die Küchenschlacht zu sehen.[5][1]

## Auszeichnungen
- 2015: Michelin-Stern für das Bloom in the Park
- 2015: „Best Restaurant in Sweden“ – Restauranggalan